# Belagerung von Nicäa
Nicäa – Doryläum – Antiochia – Jerusalem – Askalon

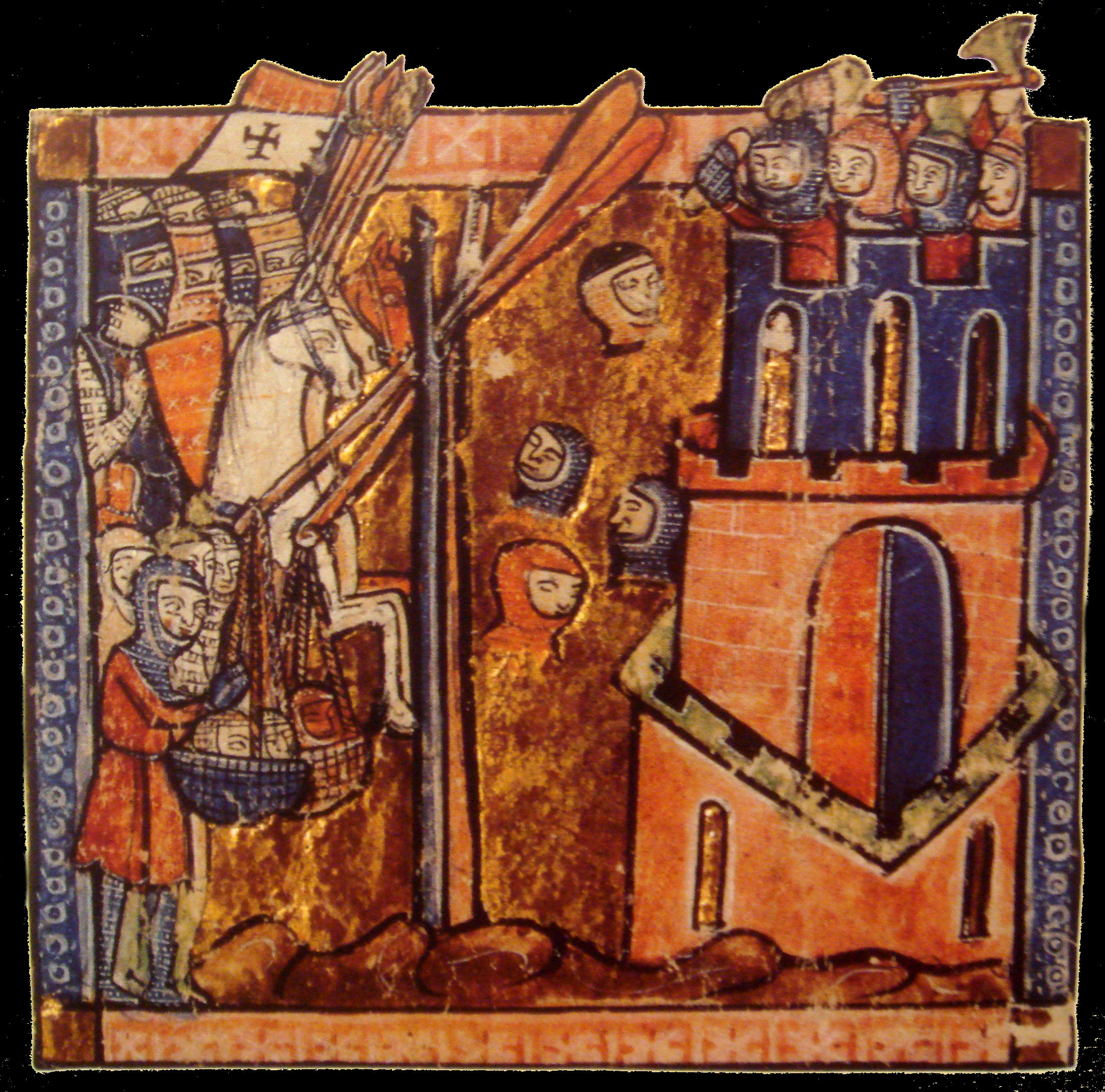
Kreuzfahrer schleudern die Köpfe getöteter Türken in die Stadt. Miniatur aus dem 13. Jahrhundert

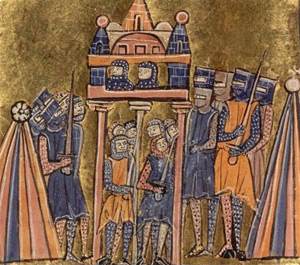
Die Belagerung Nicäas. Miniatur aus dem 13. Jahrhundert

Die Belagerung Nicäas fand während des Ersten Kreuzzugs vom 14. Mai bis 19. Juni 1097 statt. Nachdem die Kreuzfahrer die rum-seldschukische Hauptstadt mehr als einen Monat belagert hatten, ergab sich diese den mit den Kreuzfahrern verbündeten Byzantinern.

## Hintergrund
Nicäa war 1077 von den Seldschuken dem Byzantinischen Reich entrissen worden und nun die Hauptstadt des Sultanats Rum. 1096 hatte der Volkskreuzzug, die erste Welle des Ersten Kreuzzugs, die Gebiete rund um die Stadt geplündert, bevor er von den Türken vernichtet worden war. Als Ergebnis dieses Siegs hatte Sultan Kılıç Arslan I. zunächst den Eindruck, dass das nun nahende Heer des Ersten Kreuzzugs keine ernsthafte Bedrohung darstelle. Er ließ seine Familie und den Staatsschatz in Nicäa zurück, während er mit seinem Hauptheer in einen Krieg um die Kontrolle von Melitene gegen die Danischmenden zog.

## Belagerung
Das Heer des Ersten Kreuzzugs begann Konstantinopel Ende April 1097 zu verlassen. Das Kreuzfahrerheer umfasste zu diesem Zeitpunkt ca. 30.000 Mann Infanterie, ca. 4500 Reiter und zahlreiche Nichtkombattanten. Die Armee des Gottfried von Bouillon erreichte als erste Nicäa. Ihr folgten bis zum 6. Mai die Heere unter der Führung von Bohemund von Tarent, dessen Neffen Tankred von Tiberias, Raimund IV. von Toulouse und Robert II. von Flandern. Zu den Teilnehmern zählten auch der Prediger Peter der Einsiedler mit einigen Überlebenden des Volkskreuzzugs sowie eine kleine Einheit von byzantinischen Ingenieuren unter Manuel Boutoumites, die Belagerungsmaschinen mitführten.
Die Kreuzfahrer besaßen kaum noch Lebensmittelreserven, deren Nachschub über Land und See dann aber Bohemund sicherstellte. Am 14. Mai schlossen die Angreifer einen Belagerungsring um die Stadt, die mit ihren ca. 200 Türmen verteidigungsbereit war. Bohemund lagerte im Norden, Gottfried im Osten, Raimund und Adhemar de Monteil, der Bischof von Le Puy-en-Velay, im Süden. Im Westen grenzte die Stadt an den Askania-See.

## Niederlage Kılıç Arslans I.
Am 16. Mai stürmten die türkischen Verteidiger aus der Stadt, wurden aber in einem Scharmützel mit dem Verlust von 200 Männern zurückgeschlagen. Die Türken schickten Nachrichten an Kılıç Arslan, in denen sie um seine Rückkehr baten. Als ihm die Stärke der Kreuzfahrerarmee bewusst wurde, schloss er hastig einen Waffenstillstand mit den Danischmenden und rückte in Eilmärschen mit einem ca. 10.000 Mann starken Teilheer an, das vorwiegend aus berittenen Bogenschützen bestand. Am 20. Mai schlugen Raimund und Robert von Flandern ein Vorauskommando des Sultans. Am 21. Mai griff das Heer Kılıç Arslans die Kreuzfahrerarmee in offener Feldschlacht an. Die Schlacht tobte den ganzen Tag über. Die Kreuzfahrer erlitten hohe Verluste, darunter der Graf von Gent. Die Verluste der Seldschuken waren aber höher und es gelang ihnen nicht, zur Stadt durchzubrechen. Durch das offene Gelände vor den Toren Nicäas waren die ausgeruhteren und schwerer gerüsteten Kreuzfahrer im Vorteil. Nach Einbruch der Dunkelheit zog sich der Sultan trotz des Flehens der türkischen Bewohner Nicäas geschlagen zurück.
Im Lauf des Monats kam auch der Rest der Kreuzfahrer bei der Stadt an, Robert von der Normandie und Stephan von Blois selbst Anfang Juni. In der Zwischenzeit hatten Raimund und Adhemar eine große Belagerungsmaschine bauen lassen, die zum Gonatasturm gerollt wurde, um die Verteidiger auf den Mauern zu binden, während Pioniere den Turm untergruben. Der Turm wurde beschädigt, aber keine entscheidenden Fortschritte gemacht. Die Garnison der Stadt konnte nicht entscheidend geschwächt werden, zumal die Belagerten immer noch über den See Nachschub erhielten.

## Ankunft der Byzantiner
Der byzantinische Kaiser Alexios I. hatte die Kreuzfahrer nicht begleitet, war ihnen aber später gefolgt und hatte sein Lager in der Nähe, bei Pelecanum, aufgeschlagen. Die Kreuzfahrer baten ihn nun, die Stadt von der Seeseite her mit Booten zu blockieren. Alexios hatte bereits Boote zu diesem Zweck über Land heranführen lassen. Aber er hatte offenbar abgewartet, dass die Kreuzfahrer ihn um Hilfe bitten, damit diese ihre Abhängigkeit von seiner Unterstützung bemerken. Die Boote, die mit Turkopolen, leichter Kavallerie, besetzt waren, kamen am 17. Juni an und standen unter dem Befehl Manuel Boutoumites’. Die Generäle Tatikios und Tzitas kamen mit 2.000 Peltasten, leichter Infanterie, dazu. Die griechischen Bewohner Nicäas und der türkische Hofstaat des Sultans hatten Alexios nach Kılıç Arslans Rückzug angeschrieben und um Hilfe gebeten, woraufhin Alexios Boutoumites angewiesen worden war, Geheimverhandlungen zur Übergabe der Stadt zu führen, ohne die Kreuzfahrer davon zu informieren. Tatikios hatte den Befehl, sich zu den Kreuzfahrern zu begeben und einen direkten Angriff auf die Mauern zu führen, während Boutoumites das Gleiche vortäuschen sollte, um es so aussehen zu lassen, als ob die Byzantiner die Stadt erobert hätten. Am 19. Juni unterwarfen sich die Türken Boutoumites.
Als die Kreuzfahrer Alexios Vorgehen entdeckten, waren sie äußerst verärgert, zumal sie gehofft hatten, die Stadt plündern zu können, um sich für den Weiterzug zu versorgen. Boutoumites wurde zum doux von Nicaea ernannt und verbot als solcher den Kreuzfahrern, die Stadt in Gruppen von mehr als zehn Personen zu betreten. Boutoumites verjagte die türkischen Generäle, die er für unzuverlässig hielt (sie hatten auf dem Weg zum Kaiser ihre byzantinischen Führer als Geiseln genommen). Kılıç Arslans Familie wurde nach Konstantinopel gebracht und später ohne Lösegeld freigelassen. Alexios gab den Kreuzfahrern Geld, Pferde und andere Geschenke, was diesen aber nicht reichte: Sie glaubten, mehr erworben zu haben, hätten sie die Stadt selbst erobert. Boutoumites erlaubte ihnen nicht, weiterzuziehen, bis sie alle einen Treueid auf Alexios geleistet hatten, falls sie dies nicht bereits in Konstantinopel getan hatten. Wie dort schon weigerte sich Tankred anfangs auch hier, schließlich wurden er und Bohemund aber überzeugt, sich dem Ansinnen zu beugen.

## Folgen
Die Kreuzfahrer verließen Nicäa am 26. Juni in zwei Gruppen: Bohemund, Tankred, Robert von der Normandie, Robert von Flandern und Taticius vorneweg, Gottfried, sein Bruder Balduin von Boulogne, Stephan und Hugo von Vermandois hinterher. Tatikios hatte den Befehl, die Rückkehr der eroberten Städte ins Byzantinische Reiche sicherzustellen. Die Nachricht von der Befreiung Nicäas wurde rasch nach Westen verbreitet und motivierte insbesondere in den italienischen Städten viele bislang zögernde Kreuzfahrer, sich nachträglich der Bewegung anzuschließen. Auch die Kreuzfahrer waren hoch motiviert: Stephan schrieb an seine Frau Adela, dass sie erwarteten, innerhalb von fünf Wochen in Jerusalem zu sein, falls sie nicht in Antiochia aufgehalten würden. Am 1. Juli schlugen die Kreuzfahrer Kılıç Arslan mit seinem Hauptheer in der Schlacht von Doryläum, im Oktober erreichten sie Antiochia. In Jerusalem kamen sie allerdings erst zwei Jahre nach ihrer Abreise von Nicäa an.